# Mazarete
Mazarete település Spanyolországban, Guadalajara tartományban. Mazarete Anguita, Luzón, Ciruelos del Pinar, Maranchón, Selas, Anquela del Ducado, Cobeta, Ablanque és Riba de Saelices községekkel határos. Lakosainak száma 27 fő (2024).

## Népesség
A település népessége az utóbbi években az alábbiak szerint változott:
| Lakosok száma | 74   | 66   | 58   | 55   | 51   | 45   | 38   | 38   | 31   | 27   |
|               | 2001 | 2004 | 2006 | 2009 | 2011 | 2014 | 2016 | 2019 | 2021 | 2024 |